# Калтасы (Калтасинский район)
Калтасы́ (баш. Ҡалтасы) — село, административный центр Калтасинского района и Калтасинского сельсовета Республики Башкортостан.

## Этимология
Название поселения происходит от реки Калтасы (бассейн реки Агидель), гидроним происходит от башкирского личного имени Ҡалтасы.

## Население
| 1939 | 1959  | 1970  | 1979  | 1989  | 2002  | 2009  | 2010  | 2021  |
| ---- | ----- | ----- | ----- | ----- | ----- | ----- | ----- | ----- |
| 1264 | ↗2575 | ↗3253 | ↗3822 | ↗4017 | ↗4445 | ↗4599 | ↘4418 | ↘4101 |

Национальный состав
Согласно переписи 2002 года, преобладающие национальности — марийцы (30,9 %), татары (27 %), русские (21 %), башкиры (16,2 %).
Согласно переписи 2020 года, преобладающие национальности — марийцы (33,5 %), татары (24,6 %), русские (21,5 %), башкиры (12 %).

## История
Село было основано на стыке XVII и XVIII веков. По переписи 1722 года в деревне Калтасы было 7 хозяйств и 30 человек населения.
Первая земская начальная школа была открыта в Калтасах в 1896 году, новое здание для неё построили в 1911 году. В 1957 году начальная школа стала семилетней, а в 1958 году – восьмилетней.
20 августа 1930 года был образован Калтасинский район. В связи с этим в 1936 году началась активная застройка райцентра. Новые районы строились на месте хутора Петровки и на землях, принадлежащих колхозам . Жители хутора были принудительно переселены в деревню Александровка с незначительным возмещением ущерба.
В 1941 году в Калтасах стала работать гончарная мастерская, выпускающая горшочные изделия с объемом 9600 литров в год на сумму 1200 рублей, а также кирпичный завод, изготавливающий 60 тысяч кирпичей.

## Религия
Православные храмы
- Церковь святых Новомучеников и Исповедников

Мечети
- Мечеть

## Достопримечательности
- 9 мая 1985 открыт бюст Лазарева Дмитрия Ильича — участника Великой Отечественной войны, Героя Советского Союза.

## Радио
- 71,9 МГц — Радио России (Бураево);
- 101,1 МГц — Радио Юлдаш (Нефтекамск);
- 101,7 МГц — DFM (Нефтекамск);
- 102,3 МГц — Русское радио (Нефтекамск);
- 104,7 МГц — Спутник FM (Нефтекамск);
- 105,4 МГц — Дорожное радио (Нефтекамск);
- 105,8 МГц — Радио Шансон (Нефтекамск);
- 106,5 МГц — Европа Плюс (Нефтекамск);
- 107,1 МГц — Ретро FM (Нефтекамск).